# Prentiss (Missisipi)
Prentiss – miasto w Stanach Zjednoczonych, w stanie Missisipi, siedziba administracyjna hrabstwa Jefferson Davis.